# Schlochauer Poort
De Schlochauer Poort (Pools: Brama Człuchowska, Duits: Schlochauer Tor) is een stadspoort in de Poolse stad Chojnice (Duits: Konitz). De gotische poort is een voorbeeld van baksteengotiek en staat op deze plek sinds 1340. De poort maakt onderdeel uit van de stadsmuur van Chojnice. De stad beschikte over drie stadspoorten. De Schlochauer Poort bestaat uit vijf verdiepingen. Tegenwoordig biedt de stadspoort plaats aan het etnografisch museum van Kasjoebië. Chojnice heeft de functie van regionale hoofdstad van Zuidelijk Kasjoebië.